# Bernardus Croon
Bernardus Hermanus Croon (ur. 11 maja 1886 w Amsterdamie, zm. 30 stycznia 1960 tamże) – holenderski wioślarz.
Bernardus Croon był uczestnikiem Letnich Igrzysk Olimpijskich 1908 w Londynie, podczas których wraz ze swoją drużyną zajął 3. miejsce w konkurencji czwórek bez sternika.